# Jean-Baptiste-Henri Baurès
Jean-Baptiste-Henri Baurès, francoski general, * 26. februar 1889, Pariz, † 25. september 1957.